# ایرج محوی
سپهبد ایرج محوی (۱۲۸۲–۱۳۵۵ تهران نظامی فرمانده لشکرهای رضائیه، لشکر اهواز و گارد جاویدان بود.
محوی در سال ۱۲۸۲ به دنیا آمد پس از اتمام تحصیلات دوره متوسطه وارد مدرسه نظام شد. او در سال ۱۳۰۸ پس از اتمام دانشکده افسری وارد خدمت ارتش شده و در سال ۱۳۱۹ و در دوره رضا شاه با درجه سرگردی به فرماندهی هنگ پهلوی لشکر اول تهران رسید. پس از آن سمت‌هایی مانند: رئیس کارگزینی ارتش، فرماندهی لشکر رضائیه و زمانی فرماندهی لشکر اهواز، فرمانده گارد جاویدان شد. او در سال ۱۳۴۰ به درجه سپهبدی رسید و پس از بازنشستگی به ریاست اداره حفاظت شرکت ملی نفت منصوب شد. محوی در سال ۱۳۵۵ درگذشت و در گورستان ابن بابویه به خاک سپرده شد.
وی از اقلیت‌های بهایی بود که در ارتش فعالیت می‌کرد. همسر او دختر خاله ناتنی شاه یعنی دختر اجلال حضور (خاندان دادستان) بود. پسرعموی او ایرج محوی از فعالان سرشناس در بازار بود. گفته می‌شود سهراب محوی فرزند وی نخستین همجنس‌گرای بود که در ایران در سال ۱۳۵۶ با بیژن صفاری معمار سرشناس و طراح پارک دانشجو طی مراسمی در هتل کمودور ازدواج کرد.